# Marte disarmato da Venere
Marte disarmato da Venere (Mars désarmé par Vénus) è l'ultimo dipinto realizzato dall'artista francese Jacques-Louis David. Alta più di tre metri, è un'opera non commissionata.

## Storia
David iniziò il dipinto nel 1822 all'età di settantatré anni, durante il suo esilio a Bruxelles, e lo completò tre anni dopo, prima di morire nel 1825. L'artista inviò l'opera a Parigi per una mostra, sapendo che il Romanticismo, in quegli anni, fosse in ascesa al Salon. Nel 2007 è stato esposto nel salone principale del Museo Reale delle Belle Arti del Belgio, a Bruxelles, vicino all'entrata.

## Descrizione
Posta davanti ad un tempio che fluttua nelle nuvole, Venere, la dea dell'amore e della bellezza, con le Tre Grazie e Cupido, sta portando via le armi, l'elmo, lo scudo e l'armatura a Marte, dio della guerra. Egli permette di farsi disarmare, cedendo al fascino di Venere. La maggior parte dei modelli di David per l'opera furono figuranti del Teatro La Monnaie: la modella per Venere fu l'attrice Marie Lesueur, per Cupido Lucien Petipa, Marte fu ispirato da un iscritto o "abonné" e una delle Grazie dalla madama di Guglielmo II.